# 黒雲母

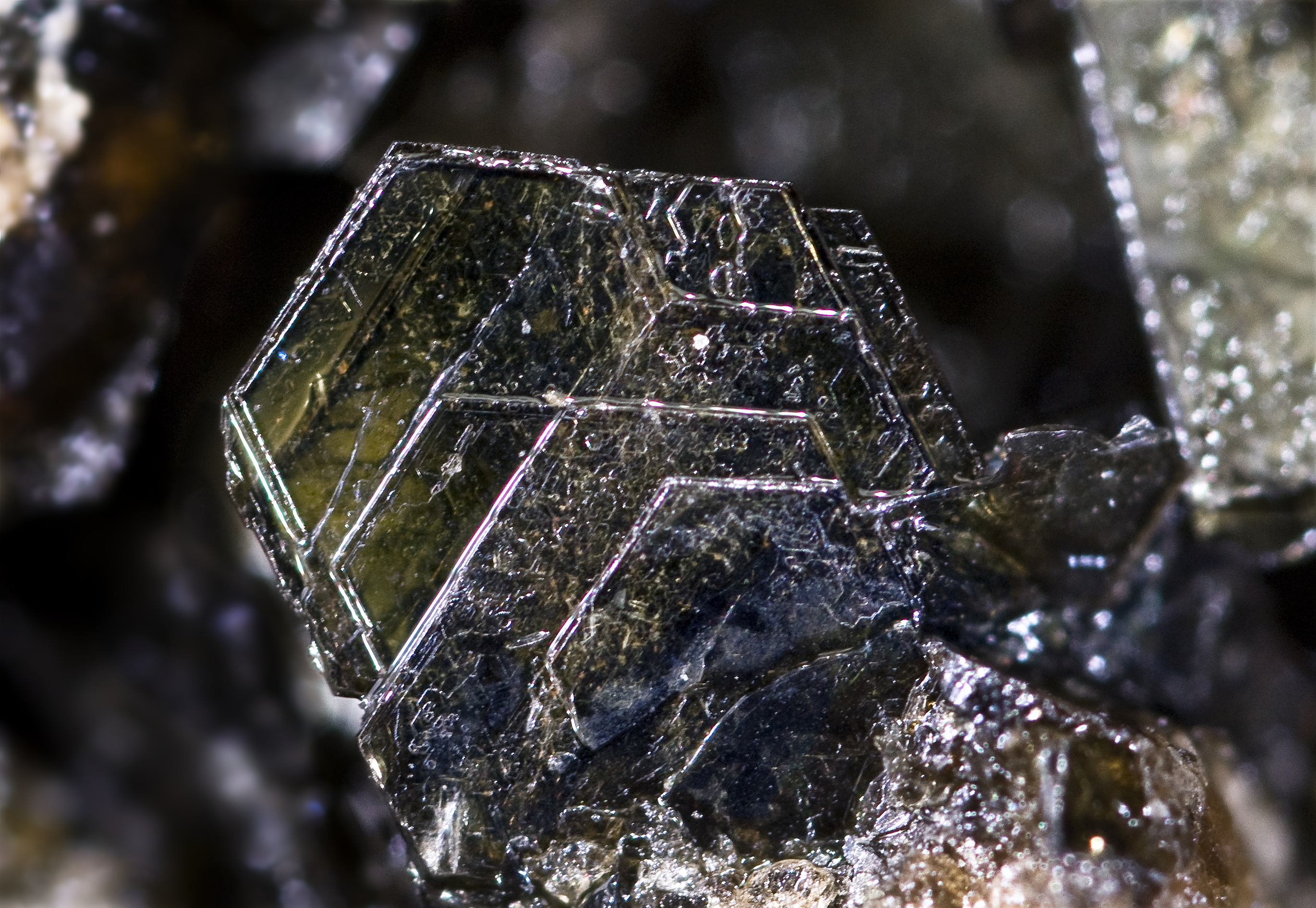
黒雲母の標本

黒雲母（くろうんも、英語: biotite）は、鉱物（ケイ酸塩鉱物）の一種。金雲母と鉄雲母との中間組成の固溶体で、現在では独立した種とされていない。
- 金雲母 - KMg3AlSi3O10(OH,F)2
- 黒雲母 - K(Mg,Fe)3AlSi3O10(OH,F)2
- 鉄雲母 - KFe3AlSi3O10(OH,F)2

その名のとおり黒い。他の雲母と同じようにへき開が一方向であるため、紙の束のように薄く一方向にのみはがれる。一枚ずつ剥がすことが出来る。また、六角形である。
火成岩のうちの酸性岩に普通に含まれる。火成岩の黒い斑点を形成するのはほとんどが黒雲母または角閃石である。
Biotite（英名）の語源は、フランスの物理学者・鉱物学者ビオ（Jean-Baptiste Biot、1774 - 1862）のなにちなんでハウスマンが1847年に命名したもの。ビオが、この鉱物の光学性（偏光）を研究したことを記念したもの．ビオ・フレスネルの法則にも名を残している。
Biotiteを黒雲母とも苦土雲母とも訳したのは、和田維四郎（明治11年・1878年）である。